# Fort Reliance
Fort Reliance (česky „Pevnost důvěry“) je bývalá opevněná obchodní stanice v severozápadní části Kanady. Nachází se na východním břehu řeky Yukon třináct kilometrů od Dawson City.
Fort Reliance založili na území Athabasků v roce 1874 zaměstnanci americké společnosti Alaska Commercial Company vedení Jackem McQuestenem. Posádka pevnosti vykupovala od domorodců z nedaleké osady Nuclaco kožešiny, ženila se s indiánkami a hledala v okolí zlato. Stanice byla centrem šíření evropské civilizace v regionu a byly podle ní pojmenovány řeky Fortymile River (čtyřicátá míle od Fort Reliance) a Sixtymile River (šedesátá míle od Fort Reliance). Na soutoku Fortymile River s Yukonem vzniklo v roce 1886 první město na území Yukonu Forty Mile.
Činnost stanice ukončil v roce 1886 objev zlata na Stewart River, kam se přesunula většina prospektorů a lovců z okolních oblastí. Budovy stanice pak používaly projíždějící lodě jako palivové dříví.
V letech 1973 až 1976 zorganizovalo Kanadské muzeum civilizace archeologický průzkum lokality.